# Karakum
Karakum, også skrevet Kara-Kum og Gara Gum («Sort sand») (turkmensk: Garagum, usbekisk: Qoraqum, russisk: Каракумы – Karakumy) er en ørken i Centralasien. Karakum har et areal på 400 000 km².
Karakum ligger vest for floden Amu-Darja, og næsten hele ørkenen ligger i Turkmenistan, med undtagelse af det nordlige randområde som ligger i Usbekistan. Ørkenen udgør over 70 procent af Turkmenistans totale areal. Længst mod syd i denne ekstremt tørre region går den 1445 km lange Karakumkanalen. Bygningen af kanalen begyndte i 1950.
Karakum er kendt for at være en barsk, gold ørken. I undergrunden findes mængder af olie og naturgas til stor gavn for Turkmenistan. De eneste mennesker som bor i Karakumørkenen er nomader. Gennemsnitligt er der for hver 6,5 km² 1 person

## Historie
Den sydøstlige del af del af Karakum var engang hjemland for en tidlig civilisation kaldet Oasekulturen, som opstod i 3000-tallet f.Kr., samtidig med civilisationerne ved Nilen, i Mesopotamien og Indusdalen. Omkring 1700 f.Kr. forsvandt Oasekulturen af ukendte årsager. Efter dette begyndte sandsynligvis en migration fra området mod Mesopotamien.
Senere, længe efter at Oasekulturen forsvandt, gik Silkevejen gennem Karakum. Oasebyen Merv var en vigtig mellemstation på denne handelsrute i antikken og middelalderen.

## Geografi
Karakum udgør den sydvestlige del af Turan-lavlandet, som strækker sig mellem de lave højdedrag i det kasakhiske højland i nord, bjergene i Pamir og Hindu Kush i øst, de seismisk aktive foldebjerge i Kopet Dag i syd og Det kaspiske hav i vest.
På grund af den kontinentale beliggenhed er Karakum ekstremt tørt. Afhængig af bjerggrundens sammensætning finder man her hårde kalkørkener og enkeltstående bjergklipper. Den største del af området består dog af sandørken, som til trods for navnet («Sort sand») ikke er sort. Den består af materialer fra Amu Darjas floddal og fra eroderede lokale sandsten. Sandet findes som bølgende sanddækker i stedet for høje dyner. Erosion fra vind er dominerende i området.

## Klima
Regionen har et udpræget fastlandsklima. Om sommeren ligger middeltemperaturen på mellem 27 °C og 32 °C. Med høje temperaturer midt på dagen og skyfri himmel kan temperaturen i sandet blive op til 70 °C. På grund af varmen forekommer der ofte storme om eftermiddagene. Vinteren er for det meste kold, med middeltemperaturer i januar mellem -6 °C og +5 °C, afhængig af varigheden i frostperioderne og det minimale snedække som bare ligger på bakkedragene nogle få uger.
Størsteparten af nedbøren falder om foråret og tidlig om sommeren, og den gennemsnitlige nedbør om året ligger mellem 100 og 150 mm.

## Flora og fauna
Floraen i Karakum består hovedsagelig af steppevegetation med forskellige græsarter. Varig højere vegetation er ikke mulig, på grund af det tørre klima, de høje sommertemperaturer, de kolde vintre, og den uregelmæssige nedbør.
Af dyreliv findes her karakaler, brilleslanger, gekkoer og den op til 1,6 meter lange ørkenvaran.

## Naturressourcer
I Karakum findes betydelige forekomster af olie og gas. Gasreserverne i krateret i Derveze er blandt de største i verden. Feltet har stået i brand uafbrudt siden 1971.